# Krzyżewo Nadrzeczne
Krzyżewo Nadrzeczne – wieś sołecka w Polsce położona w województwie mazowieckim, w powiecie makowskim, w gminie Płoniawy-Bramura.
Wieś szlachecka położona była w drugiej połowie XVI wieku w powiecie makowskim ziemi różańskiej. W latach 1975–1998 miejscowość administracyjnie należała do województwa ostrołęckiego.
Wierni Kościoła rzymskokatolickiego należą do parafii św. Stanisława Kostki w Jaciążku.